# Piramis
Piramis (deutsch: Pyramide) ist eine Hardrock-Band aus Ungarn, die 1974 gegründet wurde und bis 1982 aktiv war. Nachdem sich die Musiker 1992 und 2006 für einige Konzerte wieder zusammengefunden hatten, kam es  2009  unter dem Namen Piramis Plusz zu einer Neugründung.

## Geschichte

### 1974–1982
Das Ensemble wurde 1974 von dem Bassisten Lajos Som, dem Schlagzeuger Miklós Köves und dem Gitarristen János Závodi gegründet. Som hatte im Alter von 17 Jahren seine erste Band gegründet, war ab 1970 Mitglied des Neoton Ensembles und spielte in den frühen 1970er Jahre bei Taurus, der ersten ungarischen Hardrock-Band. Köves und Zavodi kamen ebenso wie Tibor Leavy von Non-Stop. Zunächst wollte man sich auf Instrumentalmusik beschränken, doch bald stieß der Keyboarder Péter Gallai zu dem Trio, der auch die Gesangsparts übernahm. Tibor Lévay, ebenfalls von Non-Stop kommend, vervollständigte die erste Besetzung der Band.
Lévay verließ die Band jedoch schon 1975. Er wurde durch Sándor Révész von Generál ersetzt, der auch den Gesang übernahm und mit seiner prägnanten Stimme den Sound der Band maßgeblich prägte. Diese Besetzung blieb bis 1981 zusammen. 1976 nahm die Band ihre erste Single A becsület és / Szállj fel magasra! auf, die von Hungaroton veröffentlicht und in ihrem Heimatland ein großer Erfolg wurde. Das erste Studioalbum Piramis wurde 1977 veröffentlicht. Im gleichen Jahr erhielt die Band beim Metronóm '77 Festival einen Publikumspreis für ihren Titel Égni kell annak, aki gyújtani akar. Der Song wurde dann mit einem Titel von Beata Karda zusammen auf einer Single veröffentlicht.
Piramis gehörte schnell zu Ungarns führenden Rockbands. 1978 folgte das zweite Album Piramis 2, 1979 Piramis 3. Vom dritten Album wurden mehr als einhunderttausend Exemplare verkauft, es war damit ähnlich erfolgreich wie die Vorgänger, jedoch wurde es von der Kritik nicht so hoch bewertet. 1979 erschien ebenfalls das Livealbum A nagy buli, das im Budapester Jugendpark im gleichen Jahr aufgenommen worden war.
Mit dem 1981er Album Erotica versuchte die Band, sich an moderne Trends anzupassen und nahm Elemente des New Wave auf. Sowohl Publikum, als auch Kritik zeigten sich von der zeitgeistigen Veränderung jedoch wenig angetan. Beim letzten Konzert einer Tournee durch die damalige DDR gab Révész bekannt, dass er die Band verlassen werde. Gallai übernahm danach wieder alle Gesangsparts. In dieser Besetzung, mit Gallai als Sänger, wurde auch das Album Plusz eingespielt und 1982 veröffentlicht. Som und Köves wurde am Ende dieses Jahres wegen Schmuggels von Gold verhaftet und verurteilt. Damit war die Geschichte der Band vorerst beendet.

### 1992
Aufgrund des großen Publikumsinteresses kam es 1992 zu einer Reunion der Band in der Besetzung mit Révész. Ursprünglich war nur ein einziges Konzert im Budapest Sportcsarnok geplant, schließlich absolvierte man jedoch fünf Konzerte bis 1993. Das Konzert in Ägypten wurde genutzt, um vor den Pyramiden von Gizeh einen Werbeclip für die Neueinspielung ihres Hits Szállj fel magasra zu drehen. Som und Závodi feierten beide 1997 jeweils ihren 50. Geburtstag und veröffentlichten aus diesem Anlass das Album Száz év zene (Hundert Jahre Musik), auf dem auch acht Titel von Piramis vertreten waren.

### 2006
Im Jahre 2006 kam die Band wieder für fünf Konzerte zusammen, die in der László Papp Sportarena Budapest stattfanden. Ursprünglich war nur ein Konzert geplant gewesen. Die Band trat wieder in  der Originalbesetzung mit Révész auf. Som war gesundheitlich bereits stark angegriffen und betrat die Bühne nur am Anfang und am Ender der Konzerte. Seinen Part am Bass übernahm Attila Paróczai von Mini.

### 2009 – Piramis Plusz
2009 kam es dann zur Wiedervereinigung der Band. Som, dessen Gesundheitszustand sich noch weiter verschlechtert hatte, wurde dauerhaft durch Gábor Vörös (Omen, Ossian, Fahrenheit) ersetzt. János Nyemcsók (Manhattan, Fix) ersetzte Révész als Sänger. Der Zusatz Plusz wurde nach und nach aus dem Namen der Band entfernt, so dass die Musiker heute wieder als Priamis auftreten. 2019 kam es zum vorerst letzten Wechsel: der Sänger und Schlagzeuger Peter Gallai verstarb am 16. September 2019.

## Diskografie

### Singles
- 1977: A becsület / Szállj fel magasra!
- 1977: Kívánj igazi ünnepet! / Elment a kedved
- 1977: Égni kell annak, aki gyújtani akar (Metronóm '77)

### Studioalben
- 1977: Piramis
- 1978: Piramis 2
- 1979: Primais 3
- 1981: Erotica
- 1982: Plusz

### Livealben
- 1979: A nagy buli –  Ifipark 1979

### Kompilationen
- 1980: Piramis – Remakes in englischer Sprache, 1981 in Schweden als Rock-Party veröffentlicht
- 1992: Exclusive – Zusammenstellung englischsprachiger und ungarischer Aufnahmen
- 1997: Som-Závodi: Száz év zene
- 2006: Best of Piramis

### Videos
- 2004: Szeress! – Konzertmitschnitt 1992[3]
- 2006: Live – Sportaréna 2006[4]